# Varrains
Varrains é uma comuna francesa na região administrativa da Pays de la Loire, no departamento de Maine-et-Loire. Estende-se por uma área de 3,4 km². Em 2010 a comuna tinha 1 273 habitantes (densidade: 374,4 hab./km²).